# Romain Heinrich
Romain Heinrich (Colmar, 30 gennaio 1990) è un bobbista e pesista francese.
È il cugino di Carl Medjani, calciatore francese naturalizzato algerino.

## Biografia
Proveniente da una famiglia di atleti (sia il padre Philippe che la madre Brigette hanno rappresentato la Francia in competizioni internazionali), Heinrich stesso pratica l'atletica dal 2011 nel getto del peso, disciplina in cui ha partecipato a diverse edizioni dei campionati nazionali francesi. 
Sempre nel 2011 iniziò a cimentarsi anche nel bob come frenatore per la squadra nazionale francese. Debuttò in Coppa Europa nella stagione 2011/12, gareggiando soprattutto negli equipaggi pilotati da Loïc Costerg, in coppia col quale raggiunse il quinto posto ai mondiali juniores di Igls 2012 nel bob a due.
Esordì in Coppa del Mondo nella stagione 2011/12, l'11 dicembre 2011 a La Plagne, dove si piazzò al diciannovesimo posto nel bob a quattro con Thibault Godefroy a guidare l'equipaggio. Nell'inverno del 2016 decise di passare al ruolo di pilota, disputando l'intera stagione 2016/17 in Coppa Europa e debuttando in Coppa del Mondo nell'annata successiva; colse il suo primo podio nel massimo circuito mondiale il 16 febbraio 2019 a Lake Placid, penultima tappa della stagione 2018/19, dove fu secondo nel bob a due in coppia con Dorian Hauterville. Detiene quali migliori piazzamenti in classifica generale il sesto posto nel bob a due e il decimo nel bob a quattro, ottenuti rispettivamente nel 2018/19 e nel 2020/21, e l'undicesimo nella combinata, raggiunto sia nel 2018/19 chee nel 2020/21.

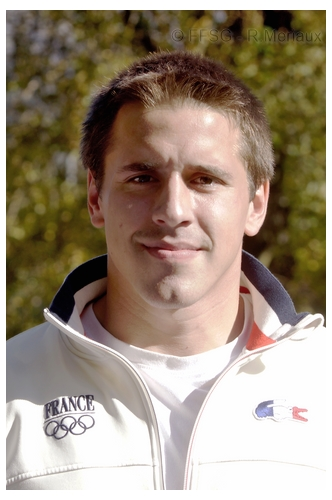
Heinrich nel 2014

Prese parte a due edizioni dei Giochi olimpici invernali: a Soči 2014 gareggiò da frenatore e si classificò in diciottesima piazza nel bob a due e in quindicesima nella gara a quattro con Costerg a pilotare le slitte. Quattro anni dopo, a Pyeongchang 2018, gareggiò da pilota nella specialità a due, piazzandosi al tredicesimo posto.

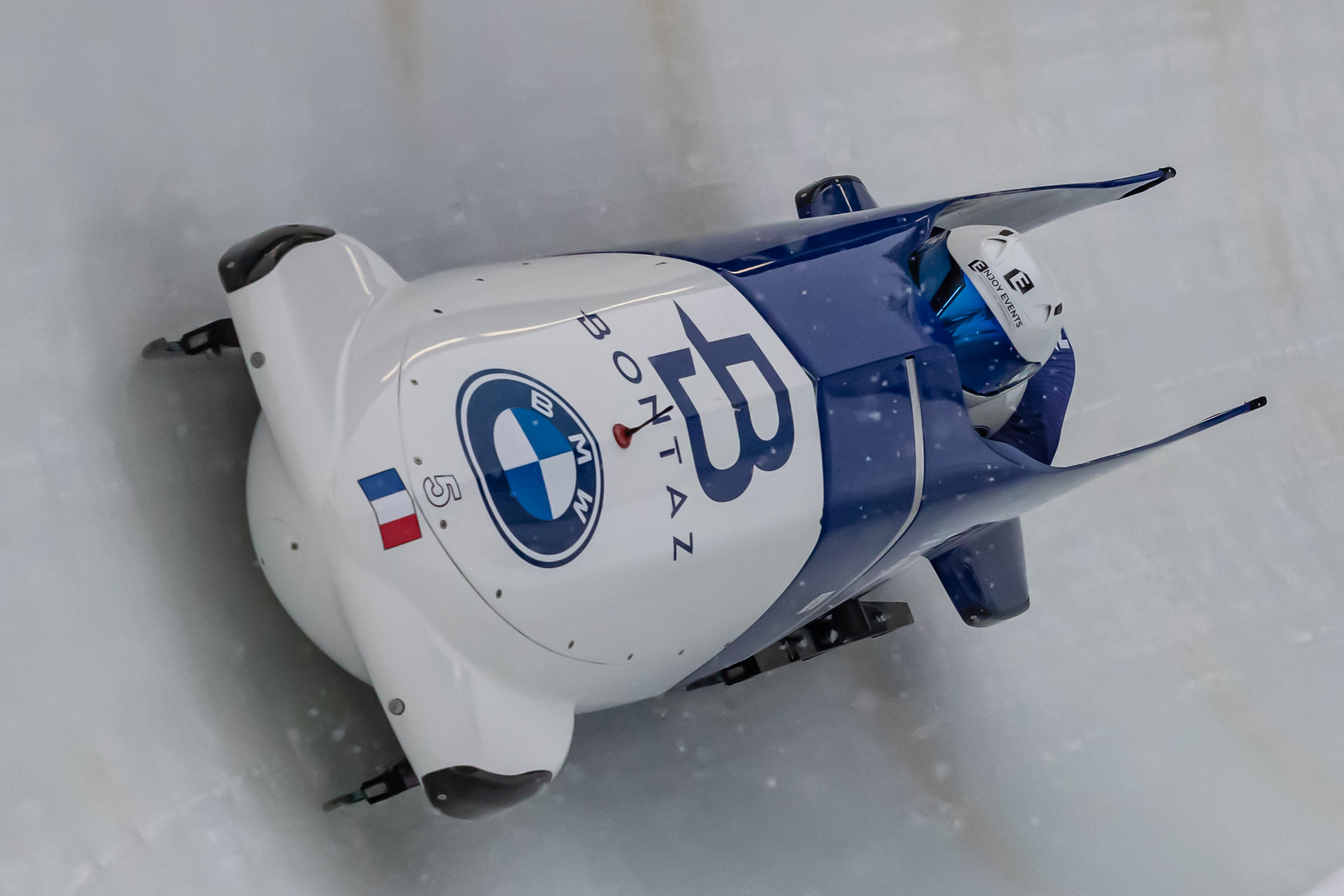
Romain Heinrich alla guida del bob a due ai campionati mondiali di Altenberg 2021

Partecipò inoltre a quattro edizioni dei campionati mondiali, le prime due da frenatore. Nel dettaglio i suoi risultati nelle prove iridate sono stati, nel bob a due: diciassettesimo a Sankt Moritz 2013, ventesimo a Winterberg 2015, nono ad Altenberg 2020 e ottavo ad Altenberg 2021; nel bob a quattro: ventiquattresimo a Sankt Moritz 2013, ventunesimo a Winterberg 2015, quindicesimo ad Altenberg 2020 e non partito nella seconda manche ad Altenberg 2021.
Agli europei vanta una medaglia di bronzo conquistata nel bob a due a Schönau am Königssee 2019 in coppia con Hauterville, mentre nel bob a quattro non andò oltre il nono posto ottenuto a Innsbruck 2017.
Si è ritirato dalla carriera agonistca al termine della stagione 2022-2023.

## Palmarès

### Europei
- 1 medaglia:
  - 1 bronzo (bob a due a Schönau am Königssee 2019).

### Coppa del Mondo
- Miglior piazzamento in classifica generale nel bob a due: 6º nel 2018/19;
- Miglior piazzamento in classifica generale nel bob a quattro: 10º nel 2020/21;
- Miglior piazzamento in classifica generale nella combinata maschile: 11º nel 2018/19 e nel 2020/21;
- 1 podio (nel bob a due):
  - 1 terzo posto.

### Circuiti minori

#### Coppa Europa
- Miglior piazzamento in classifica generale nel bob a due: 7º nel 2017/18;
- Miglior piazzamento in classifica generale nel bob a quattro: 17º nel 2016/17;
- Miglior piazzamento in classifica generale nella combinata maschile: 11º nel 2016/17;
- 6 podi (3 nel bob a due, 3 nel bob a quattro):
  - 2 vittorie (1 nel bob a due, 1 nel bob a quattro);
  - 2 secondi posti (nel bob a quattro);
  - 2 terzi posti (nel bob a due).

#### Coppa Nordamericana
- Miglior piazzamento in classifica generale nel bob a due: 35º nel 2018/19;
- 7 podi (2 nel bob a due, 5 nel bob a quattro):
  - 1 vittoria (nel bob a quattro);
  - 3 secondi posti (1 nel bob a due, 2 nel bob a quattro);
  - 3 terzi posti (1 nel bob a due, 2 nel bob a quattro).